# Śwignajno Wielkie
Śwignajno Wielkie [pronunciación en polaco: /ɕfiɡˈnai̯nɔ ˈvjɛlkʲɛ/] (en alemán: Groß Schwignainen) es un asentamiento ubicado en el distrito administrativo de Gmina Ruciane-Nida, dentro del Condado de Pisz, Voivodato de Varmia y Masuria, en Polonia del norte. Se encuentra aproximadamente a 5 kilómetros  al norte de Ruciane-Nida, a 20 kilómetros al noroeste de Pisz, y a 69 kilómetros al este de la capital regional Olsztyn.
Antes de 1945, el área fue parte de Alemania (Prusia Oriental).
El poblamiento tiene una población de 30 habitantes.